# Fricativa faringale sonora
La fricativa faringale sonora è una consonante fricativa presente in alcune lingue, soprattutto nelle lingue semitiche. In base all'alfabeto fonetico internazionale (AFI) tale fono è rappresentato col simbolo ʕ.
Nella lingua italiana, che non contempla suoni faringali, la fricativa faringale sonora è di conseguenza assente.

## Caratteristiche
La fricativa faringale sonora presenta le seguenti caratteristiche:
- il suo modo di articolazione è fricativo, perché questo fono è dovuto alla frizione causata dal passaggio ininterrotto di aria attraverso un restringimento del cavo orale;
- il suo luogo di articolazione è faringale, perché nel pronunciare questo suono la lingua viene appoggiata alla faringe;
- è una consonante sonora, in quanto l'emissione di tale suono avviene mediante la vibrazione delle corde vocali.

## Altre lingue

### Lingue afro-asiatiche
Questo suono è presente in quasi tutte le lingue afro-asiatiche.
 Lingue semitiche 
In arabo, tale fonema è reso graficamente con la lettera ⟨ﻉ⟩ (ʿayn):
- عمان [ʕɑmˈmɑːn], la città di Amman

In amarico lo stesso fonema è reso dalla lettera ⟨ዐ⟩ e derivate (a seconda della vocale a cui è abbinato, dato che si tratta di grafemi con valore sillabico).
Anche in ebraico esiste la lettera ⟨ע⟩ (ʿayin), che nella pronuncia classica rappresenta la fricativa faringale sonora; nella pronuncia moderna generalmente questa lettera è muta (tranne che in alcuni dialetti).
 Lingue cuscitiche 
In somalo, scritto con lettere provenienti dall'alfabeto latino, questo fonema viene indicato con la lettera ⟨C⟩.
- cunto [ʕuntɔ], cibo

In lingua afar lo stesso fonema viene indicato con la lettera ⟨Q⟩.
 Lingue berbere 
In berbero la fricativa faringale sonora viene indicata con ⟨ⵄ⟩ (yaʿ). Quando il berbero viene scritto con lettere dell'alfabeto latino, è stata introdotta una lettera aggiuntiva per questo fonema, la lettera ⟨ɛ⟩ (solo per la variante settentrionale del berbero).
- ɛemmi [ʕəmːi], mio zio (paterno)

### Lingue indoeuropee
Benché le lingue indoeuropee ignorino generalmente questo fonema, esso può comparire in alcune di esse come variante individuale o dialettale. Per esempio ⟨r⟩ in danese, in tedesco, in olandese e in portoghese può essere pronunciato come /ʕ/ da alcuni parlanti, limitatamente a determinate posizioni.